# 剑桥湾机场
剑桥湾机场（英語：Cambridge Bay Airport）是加拿大努纳武特地区的一个公共机场，位于城镇剑桥湾西南方向1.6海里（3.0；1.8英里）的位置；机场由努纳武特政府运营。

## 历史
2005年12月，努纳武特政府宣布将花费1800万美元铺设机场跑道。
2008年5月14日，当时的努纳武特地区长官保罗·奥卡里克和立法会议员基思·彼得森发布的新闻稿表明，政府将在未来三年内，拓宽延长机场跑道。

## 航空公司与航点
加拿大北方航空：乔阿港，库加鲁克，库格卢图克，塔洛约克，黄刀镇。

sun-air（已停运）：哥德堡。

## 事故
1943年一月：一架Airspeed AS.10 Oxford在起飞后不久因发动机故障坠毁，导致飞行员死亡。

1978年：一架Cessna 421B Golden Eagle在斯坦斯特德机场附近发生事故，导致飞机坠毁。